# Hindustanščina
Hindustanščina (poznana tudi kot Hindi-Urdu; hindijščina in urdujščina)  je podskupina indoarijskih jezikov, jezikov, ki so razširjeni v delih Indije in Pakistana, ter v raznih državah po svetu. Hindustanščina je uradni jezik v Indiji kjer se imenuje Hindu in v Pakistanu kjer se imenuje Urdu.
Hindijščina je pisana je v pisavi devanagari, besednjak pa večinoma izvira iz sanskrta. Hindijščina je sorodna jeziku Urdu, ki je uradni jezik Pakistana in uporablja arabsko pisavo ter ima veliko besed iz perzijščine in arabščine.
Število govorcev tega jezika je preko 240.000.000, od tega jih več govori hindi (181.676.620) .